# Uzina Tractorul Brașov
Uzina Tractorul Brașov, (UTB), Брашовский тракторный завод — бывшая франко-румынская, затем румынская машиностроительная компания. Выпускала тракторы, поставлявшиеся под марками IAR / UTOS / UTB в 115 стран на всех континентах.

## История
Компания была основана в 1925 году как совместное франко-румынское предприятие по выпуску самолётов Întreprinderea Aeronautică Română.

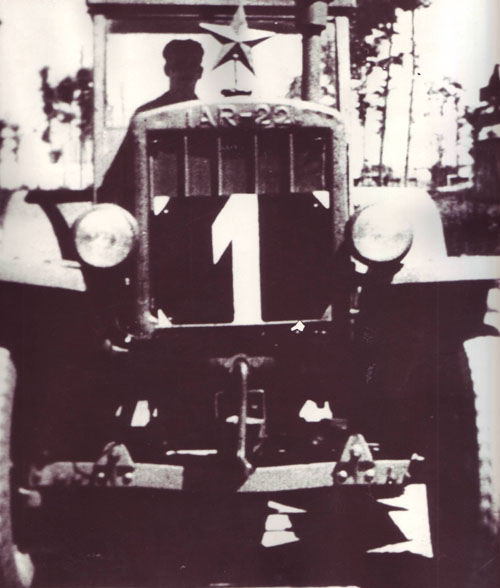
IAR 22, первый румынский трактор

После окончания Второй мировой войны и падения диктатуры Антонеску, в 1946 году большая часть производственных мощностей была преобразована в тракторостроительный завод, выпустивший первый румынский трактор — IAR 22.
В 1948 году завод переименован в Uzina Tractorul Brașov (а на протяжении 1950-х гг назывался Uzina Tractorul Orașul Stalin, по тогдашнему наименованию Брашова — Орашул-Сталин
Одной из наиболее распространённых моделей завода стал трактор U 650 с двигателем мощностью 65 л.с., разработка которого началась в 1960 году, а выпуск в 1963-м.
В 1963—1968 г.г. производились двигатели по лицензии фирмы Fiat (мощностью 45 л.с.), гусеничные трактора S 1300.

В 1968—1976 завод выпускал семейство тракторов U 445 конструкции FIAT и U 650 собственной разработки. На 1970 год ежегодный выпуск 23 различных моделей завода составлял около 30 тысяч штук.
В 1990 UTB был преобразован в акционерное общество, основными держателями акций стали A.V.A.S. (Управление госимуществом, около 80 %) и SIF Transilvania (около 17 %). На тот момент доля его продукции в общем количестве тракторов Румынии составляла 95 %, а количество рабочих достигало 23 тысячи человек.
С момента основания компании до 1999/2000 г.г. было выпущено около 1 млн 320 тыс. тракторов, в том числе около 760 тысяч под экспортным обозначением Universal.
В декабре 1999 компания была разделена на 9 независимых фирм, занимавшихся выпуском различных комплектующих для тракторостроения:
В 2004-м году компанию собирались приватизировать, возможным покупателем назывался итальянский производитель тракторов Landini, но из-за разногласий с местными властями сделка не состоялась.
В феврале 2007 года завод закрылся, была запущена процедура ликвидации компании. На данный момент её товарный знак принадлежит теперешнему владельцу недвижимости, оставшейся от завода UTB.